# 白翁宗雲
白翁宗雲（はくおう そううん）は、南北朝時代の臨済宗の僧。

## 経歴・人物
宗峰妙超の法を嗣ぐ。京都大徳寺の徹翁義亨が寂すると同寺住持となる。のち近江積翠寺をひらく。